# 弗蘭科·帕西尼
弗蘭科·帕西尼（義大利語：Franco Pacini，1939年5月10日—2012年1月25日），義大利天文學家，曾經擔任佛羅倫斯大學教授。他曾經在法國、美國、歐洲南天天文台進行研究，主要領域是高能天文學。

## 生平

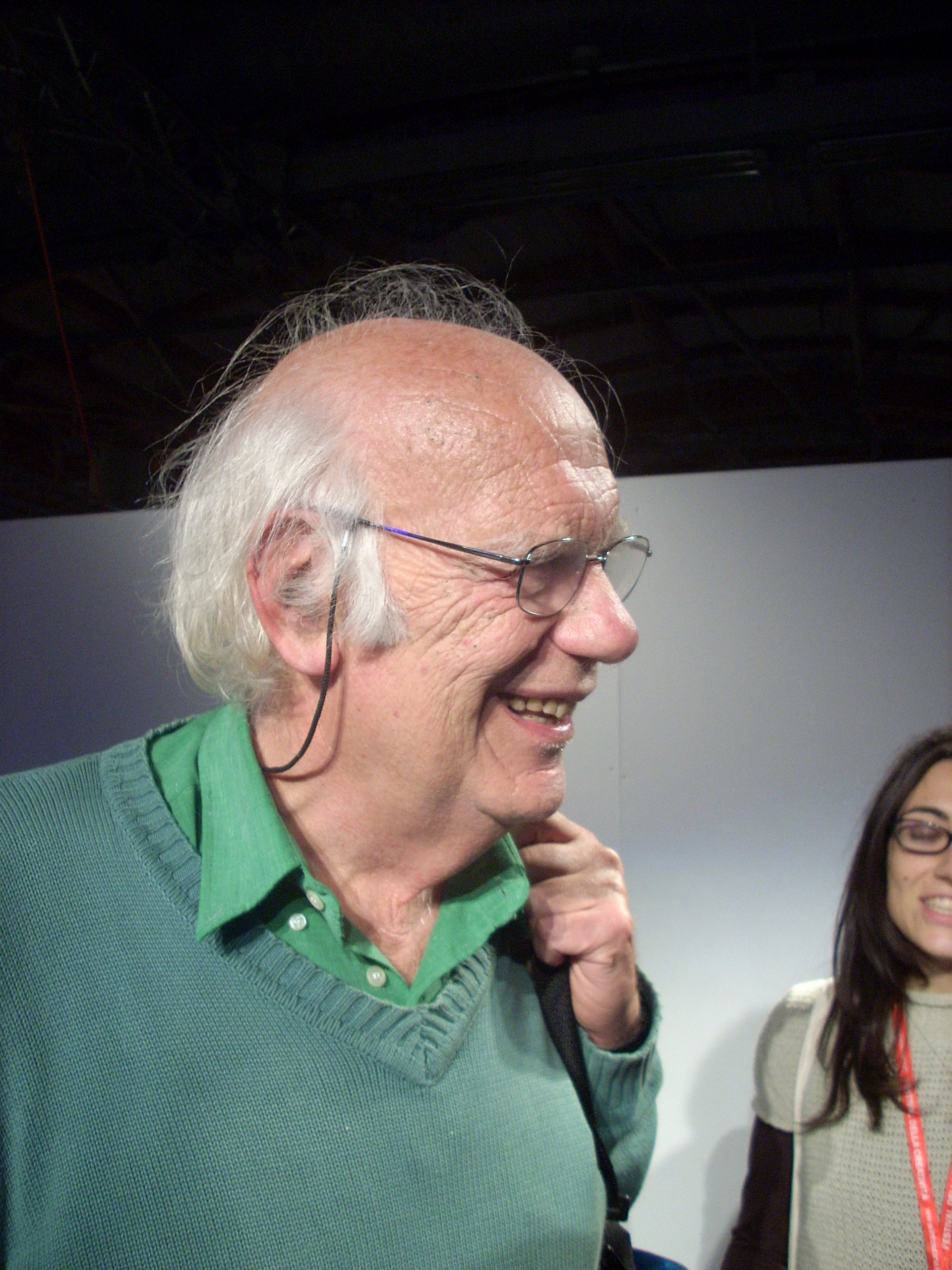
2008年10月的弗蘭科·帕西尼

帕西尼生於佛羅倫斯，但成長於乌尔比诺。在接受中學教育以後帕西尼在比薩大學和羅馬大學修讀物理學，並於1964年獲得學位。1967到1973年間他在美國康乃爾大學擔任副研究員和訪問教授。1967年帕西尼發表的一篇論文具體指出，具有強力磁場的中子星會釋放其旋轉能，並產生大量相對論性粒子。在該論文發表後數個月在英國劍橋發現了脈衝星，證明了他的假設是正確的。
在紅外輻射超量的星系被發現後，帕西尼和馬丁·哈威特共同提出這些星系的紅外線由來是大質量恆星在突發狀況下快速大量形成（參見星暴星系），該學說現已被廣泛接受。
1975年帕西尼加入欧洲南方天文台在日內瓦新成立的科學小組。1978年帕西尼成為位於佛羅倫斯的阿切特里天文台台長，並擔任該職務至2001年。在台長任期內他在不同領域內大幅擴張了天文台的科學研究，以及廣泛的國際合作，尤其是讓阿切特里天文台成為大雙筒望遠鏡的建造與營運夥伴。
帕西尼是許多大型國際組織委員會的成員。2001到2003年間他是國際天文學聯合會主席。2003年他在悉尼舉辦的第26屆國際天文學聯合會全體會議上指定2009年是国际天文年以慶祝伽利略·伽利莱首次以望遠鏡進行天文觀測400周年。
帕西尼長期以來進行許多針對社會大眾的科學傳播活動，並經常以公開演說、在報紙發表文章、出版書籍和參加電視節目等方式進行。
帕西尼於2012年逝世。

## 榮譽與獎項
帕西尼是義大利山猫学会、美國天文學會、英國皇家天文學會會員。1997年他獲得義大利政府科學獎。
小行星25601以他的名字命名。

## 外部連結
- ESO — ann12009 — Announcement. Franco Pacini, 1939–2012 （页面存档备份，存于）
- Franco Pacini (1939 - 2012)  American Astronomical Society